# Homofobie

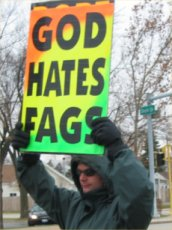
Protestatar aparținând grupului ultrareligios Biserica Baptistă Westboro afișează o pancartă cu mesajul homofob "Dumnezeu urăște poponarii".

Homofobia este termenul prin care se definește un complex de emoții precum anxietatea, dezgustul, aversiunea, furia, stinghereala și frica pe care le simte o persoană față de o persoană care se identifică cu comunitatea LGBTQ . Ea include, de asemenea, respingerea persoanelor despre care se crede că ar fi homosexuale și a tuturor lucrurilor asociate cu acestea. Întrucât termenul de "homofobie" este mult mai cunoscut (spre deosebire de "bifobie" sau "transfobie"), acesta este deseori folosit în sens general, cu semnificația de frică, ură și aversiune față de persoanele LGBT. Homofobia poate fi clasificată drept un tip de xenofobie. Termenul a fost creat în 1969 de psihologul american George Weinberg, din cuvintele grecești homos (χομος), însemnând "același", și phobikos (φοβικός), "având frică de" sau "aversiune pentru". Homofobia nu este o fobie în sens tradițional, clinic, pentru că nu se referă la o reacție patologică, incontrolabilă față de homosexuali, ci la o atitudine cognitivă și emoțională negativă determinată de educație. Psihologii consideră că atitudinea negativă față de persoanele de orientare homosexuală nu este, de fapt, fondată pe experiența proprie, contact direct cu o persoană având această orientare sexuală, ci pe stereotipuri și prejudecăți.
Homofobia este observabilă în comportamentul critic și ostil, cum ar fi discriminarea și violența pe bază de orientare sexuală față de persoanele non-heterosexuale. Conform unui studiu realizat de FBI în 2010, 19,3% dintre infracțiunile bazate pe ură din Statele Unite "erau motivate de o prejudecată de orientare sexuală". Mai mult, într-un studiu Southern Poverty Law Center publicat în același an, extrapolând datele pe o perioadă de 14 ani (1995–2008), se arăta că persoanele LGBT erau "pe departe cele mai predispuse între grupurile minoritare din Statele Unite să fie victimele unor infracțiuni motivate de ură".
Ca concept, homofobia este diversă, înglobând mai multe forme de manifestare: homofobia instituționalizată (crearea și promovarea unor practici instituționale care dezavantajează persoanele gay), homofobia oportunistă (folosirea homosexualității doar pentru un câștig personal sau financiar și dorința de a nu fi perceput ca gay sau asociat cu persoane gay), homofobia internalizată (o formă a homofobiei care afectează persoanele gay în momentul în care aceștia preiau și internalizează mesajele negative ale societății cu privire la homosexuali), homofobia pasivă (tăcerea sau lipsa de reacție față de un limbaj sau un comportament homofob); toate acestea evoluează înspre violența homofobă care poate varia de la atacuri verbale, la crime săvârșite din ură față de LGBT. Formele de homofobie față de grupurile sociale LGBT au nume specifice similare: lesbofobie – homofobia asociată sexismului și manifestată față de lesbiene, bifobia – manifestată față de bisexualitate și bisexuali, respectiv transfobia, care este îndreptată împotriva transsexualității, transsexualilor, persoanelor transgen și persoanelor intersex, cu variație sexuală sau neconformitate de gen.

Homofobia afectează nu doar persoanele non-gay, ci și pe gay-i înșiși, în momentul în care aceștia preiau și internalizează mesajele negative ale societății cu privire la homosexuali. Dintre manifestările homofobiei internalizate menționăm: ura de sine (cu efectele de rigoare asupra celor din jur) rezultată din acceptarea opiniilor negative față de homosexualitate, stânjeneala în compania gay-lor deschiși în ce privește orientarea lor sexuală, respingerea și denigrarea tuturor heterosexualilor ("heterofobie") etc. 
Homofobii [și bifobii] ar trebui să ia în considerare puțină auto-reflecție, sugerează un nou studiu care să constate că acei indivizi care sunt cei mai ostili față de homosexuali și care susțin opinii puternice anti-gay pot avea ei înșiși dorințe de același sex, deși sub acoperire. Prejudiciul homofobiei poate proveni, de asemenea, de la părinții autoritari, în special cei cu opinii homofobe, au adăugat cercetătorii. „Acest studiu arată că, dacă simțiți acest tip de reacție viscerală la un grup exterior, întrebați-vă:„ De ce? ”, A spus co-autorul Richard Ryan, profesor de psihologie la Universitatea din Rochester, într-un comunicat. „Acele emoții intense ar trebui să servească drept apel la auto-reflectare”.

## Etimologie
Deși atitudinile sexuale datând din Grecia antică (secolele VIII–VI î. Hr. până în ultimele decade ale antichității, cca. 600 d. Hr.) au fost catalogate de intelectuali homofobie, termenul în sine este unul relativ nou, iar intoleranța față de homosexualitate și homosexuali a sporit în Evul Mediu, fiind catalizată în special de adepții islamismului și creștinismului.
Creat de psihologul american George Weinberg (n. 1935) la sfârșitul anilor '60, termenul "homofobie" este o combinație între homosexual și cuvântul fobie de origine greacă (φόβος, pronunțat [phóbos], însemnând "frică" sau "frică morbidă"). Weinberg este creditat ca prima persoană care a folosit termenul "homofobie", cu înțelesul de frică a bărbaților de a fi considerați homosexuali sau insuficient de masculini. Cuvântul a apărut pentru prima dată într-un articol din 23 mai 1969 pentru revista pornografică SCREW.
Conceptualizarea prejudecăților anti-LGBT ca o problemă socială demnă de atenția intelectualilor nu era nouă. Un articol din același an al revistei americane Time cataloga atitudinile negative față de homosexualitate drept "homofobie", inclusiv "o combinație de repulsie și teamă" pe care unii au numit-o "panică homosexuală". În 1971, Kenneth T. Smith a utilizat termenul ca pe un profil de personalitate pentru a descrie aversiunea psihologică față de homosexualitate. Weinberg a folosit de asemenea termenul cu această conotație în cartea sa "Society and the Healthy Homosexual", publicată în 1972, la un an după ce Asociația Americană de Psihiatrie a votat pentru eliminarea homosexualității din lista ei de boli psihice. Termenul lui Weinberg a devenit cu timpul un instrument important pentru activiștii gay și lesbiene, avocații pentru drepturile LGBT și aliații lor heterosexuali.
John C. Gonsiorek definea homofobia ca fiind "o viziune deformată și irațională asupra homosexualității sau homosexualilor". Din cauza atitudinilor ostile vizavi de homosexualitate, exprimate explicit și implicit în multe societăți, cei mai mulți indivizi simt cel puțin un disconfort general atunci când vine vorba de homosexualitate.
Ediția din 1992 a American Heritage Dictionary (AHD) definește homofobia ca o "aversiune față de homosexuali sau față de stilul lor de viață sau de cultura lor".
În DSM IV, manual de diagnostic și statistică a tulburărilor mentale, homofobia se încadrează la cod 302.9 (Tulburarea sexuală fără altă specificație), exemplele 1 ("Sentimente intense de inadecvare referitoare la funcționarea sexuală sau alte trăsături în legătură cu standardele autoimpuse de masculinitate sau feminitate") și 3 ("Detresă persistentă și intensă în legătură cu orientarea sexuală").

## Cauzele homofobiei
Alan K. Malyon a arătat că atitudinile negative față de homosexualitate sunt încorporate în propria imagine de sine a individului, cu consecințe ajungând până la "ură de sine și comportamente auto-distructive". Asociația Medicală Americană declara în 1994:
„Cea mai mare parte a tulburărilor emoționale, trăite de bărbații gay și de lesbiene din cauza identității lor sexuale, nu au cauze fiziologice, ci sunt mai degrabă datorate unui sentiment de alienare într-un mediu care nu-i acceptă.”
Măsurarea homofobiei la homosexuali (cu Nungesser Homosexuality Attitudes Inventory) a dus la concluzia că nivelurile mari de homofobie internalizată sunt puternic corelate cu tulburări psihologice, depresie, simptome somatice, stimă de sine scăzută, singurătate și neîncredere. S-au găsit de asemenea asociații cu suportul social scăzut și cu implicarea în comportamente sexuale riscante. Frable, Wortman și Joseph au arătat că importanța pe care persoanele gay o acordă stigmatizării sociale a propriului grup este asociată cu o stimă de sine mai scăzută.
Drept cauze ale homofobiei au fost propuse teoria conform căreia indivizii sunt homofobi pentru a se asigura că ei sunt normali și morali sau cea conform căreia homofobia este o formă de sexism, o reacție împotriva feminității la bărbați și a masculinității la femei.
Oamenii de știință din New York, Essex și California au declarat că au găsit dovezi care atestă faptul că homofobii se tem de homosexuali pentru că le amintesc de propria persoană. Din acest motiv, explică cercetătorii, este posibil ca homofobii să simtă un dezgust intens față de persoanele care întrețin relații intime cu oameni de același sex. Conform studiilor, e posibil ca indivizii homofob să își reprime adevărata sexualitate deoarece au fost crescuți în familii în care relațiile între persoane de același sex nu erau acceptate. Profesorul psiholog Richard Ryan susține că în multe cazuri homofobii poartă un război interior și au tendința de a îndrepta furia, pe care o simt față de ei înșiși, către ceilalți.
Cel mai probabil însă, acest sentiment străvechi provine din reacția naturală a organismului uman față de acest comportament.

### Teoria psihanalitică
Teoria psihanalitică susține că homofobia este un rezultat al reprimării/refulării propriilor sentimente homosexuale. În Psihologia eroticii masculine de Wilhelm Stekel, medic și psiholog austriac, se arată că:
„[...] acești bărbați nu vor să-și mărturisească homosexualitatea și de obicei susțin că au un dezgust înspăimântător față de actele homosexuale. Dar noi știm că dezgustul este doar o dorință negativ accentuată, un zid de apărare împotriva dorinței. Tocmai un puternic dezgust în fața homosexualității ne face să bănuim o homosexualitate refulată.”
Adams, Wright și Lohr (1996) au găsit că bărbații heterosexuali homofobi au prezentat o oarecare turgescență peniană la vizionarea unor casete video care prezentau scene de sex între bărbați, lucru care nu s-a întâmplat lotului de control compus din bărbați heterosexuali non-homofobi. Mai mult, atunci când li s-a cerut să aprecieze gradul în care au fost excitați de imaginile văzute (o secvență cu sex între un bărbat și o femeie, o secvență cu sex între două femei și o secvență cu sex între doi bărbați), ambele loturi de bărbați au făcut aprecieri corecte, cu o singură excepție: bărbații homofobi au subestimat gradul în care au fost excitați de secvența cu bărbați gay.

## Formele homofobiei
Homofobia externă reprezintă exprimarea atitudinilor negative prin evitarea contactului cu persoane gay, prin prescripții legale și religioase, ajungând chiar la violențe. Homofobia internă reprezintă prejudecățile pe care toți indivizii le învață (internalizează) prin contactul cu familia, prietenii, profesorii, instituțiile religioase și media.
Formele îmbrăcate de homofobie sunt destul de variate, pornind de la bârfe, porecle răutăcioase, vandalism, discriminare la locul de muncă, izolare și marginalizare și până chiar la amenințări cu moartea sau chiar moarte. Toate aceste forme de homofobie variază în funcție de climat. Spre exemplu, există zone și culturi în lume unde educația religioasă este riguroasă, și prin urmare, nivelul atins de homofobie în aceste zone poate fi mult mai intens decât în zone unde homosexualitatea este deja acceptată (Olanda sau California).

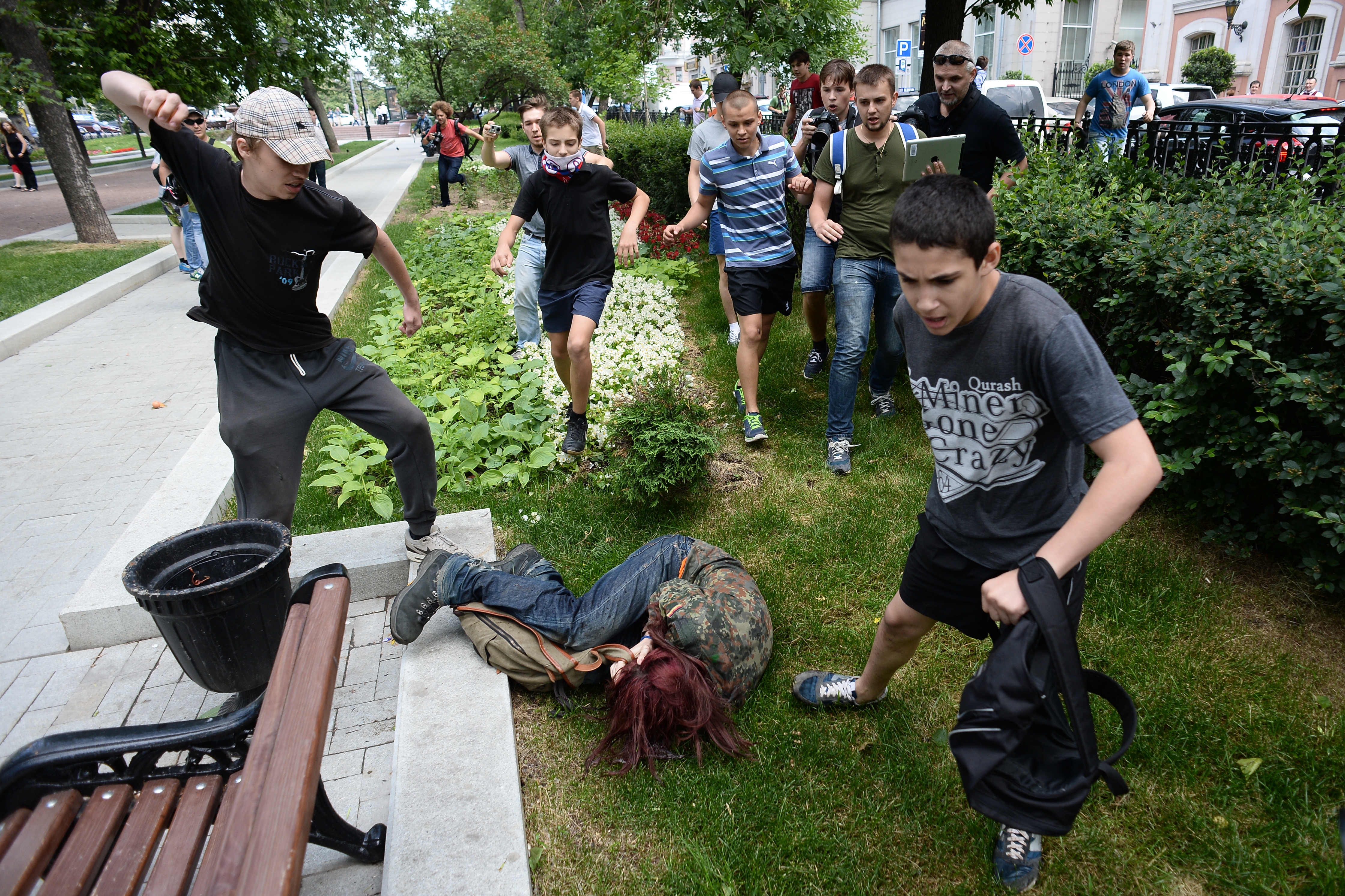
Activiști pentru drepturile LGBT atacați în timpul unui protest în Moscova

Agresiunile verbale includ: tachinarea, umilirea, folosirea de nume peiorative sau etichetarea. Etichetarea presupune desemnarea unei persoane gay, lesbiene sau bisexuale printr-un "atribut", doar pe baza preferințelor sale sexuale. Aceste "atribute" sunt rezultatul unor stereotipuri. Agresiunile fizice includ atât abuzul fizic, cât și abuzul sexual. Violențele împotriva minorităților, inclusiv a homosexualilor, au o denumire specifică în literatura de specialitate: "hate crimes". Aceste violențe merg de la vătămări fizice până la crime și sunt motivate de orientarea sexuală a victimelor. În cazuri extreme, violențele sunt premeditate, agresorii atacând în locurile pe care le știu a fi frecventate de persoanele gay. Însă, în cele mai multe din cazuri, actele de violență sunt spontane și se produc atunci când agresorii recunosc persoanele gay în locurile publice. Abuzurile sexuale împotriva homosexualilor sunt mai frecvente în cadrul familiei. După ce își fac coming out-ul în familie sau după ce părinții descoperă că fiul/fiica lor este homosexual/lesbiană/bisexual/ă, adolescenții sau tinerii sunt respinși, amenințați, devenind centrul disfuncționalității familiei. Un studiu realizat de Academia Americană de Pediatrie în 2008 relevă faptul că respingerea întâmpinată de adolescenții homosexuali din partea familiilor lor este legată de ulterioarele tentative de suicid, episoade de depresie, dar și de abuzul de droguri, respectiv comportamentul sexual deviant. În multe cazuri, familiile ajung să își alunge copiii din casă, astfel că, potrivit unui studiu al Institutului Williams, 40% din tinerii fără adăpost fac parte din comunitatea LGBT. Mai mult, unul din cinci adolescenți a fost abuzat sexual în familie, cel mai frecvent de către un unchi sau frate și chiar de către tată, după ce și-a exprimat orientarea sexuală în familie. Alte abuzuri sexuale au loc în centrele de plasament, și penitenciare.
Hărțuirea presupune un comportament de natură sexuală față de o persoană care nu a solicitat un astfel de comportament și care îl consideră jignitor și indezirabil. Ca exemple de comportament de natură sexuală sunt enumerate: avansuri de natură sexuală, atingeri sau gesturi cu tentă sexuală, mesaje de natură sexuală, glume cu tentă sexuală, materiale în care sunt prezente teme sexuale explicite, exercitarea de presiuni pentru acordarea de servicii sexuale, răspândirea de zvonuri legate de activitatea sau "performanța" sexuală a altor persoane. Hărțuirea minorităților sexuale este mai frecventă în școli. Aceasta se datorează faptului că adolescenții simt o mare presiune pentru a se conforma rolurilor de gen social acceptate. Deși aceste roluri nu sunt legate de orientarea sexuală, distincția este, în general, slab înțeleasă. De aceea, frecvent, adolescenții sunt intoleranți față de cei diferiți, îndeosebi dacă această diversitate este percepută în sfera sexualității și/sau a rolurilor de gen. Această intoleranță se manifestă în forma pedepsei, ostilității și ostracizării celor diferiți.
Discriminarea implică atât comportamente negative față de o persoană sau un grup gay, cât și un set de dezavantaje specifice, de multe ori deliberat instituite. De obicei, comportamentele negative sunt mai ușor de recunoscut decât dezavantajele, care nu sunt întotdeauna la fel de evidente.

### Prejudecăți și stereotipuri
Prejudecățile referitoare la persoanele de orientare homo/bisexuală reflectă concepțiile despre homosexualitate ale epocilor istorice de până acum și se răsfrâng, la rândul lor, atât în numele generice peiorative atribuite "categoriei homosexualilor", cât și în stereotipuri mai complexe, dar predominant nefondate, despre cum sunt sau cum nu sunt homosexualii.

## Situația legală
Majoritatea organizațiilor internaționale pentru apărarea drepturilor omului, printre care Human Rights Watch și Amnesty International, condamnă legile care incriminează relațiile homosexuale consensuale între adulți. Încă din 1994, Consiliul ONU pentru Drepturile Omului a hotărât că asemenea legi încalcă dreptul la viață privată garantat de Declarația Universală a Drepturilor Omului și Pactul Internațional cu privire la Drepturile Civile și Politice. 

### Uniunea Europeană
Infracțiunile și discursurile homofobe și transfobe pedepsite prin lege
     Infracțiunile și discursurile homofobe pedepsite prin lege
     Nepenalizate sau nerecunoscute

Legi împotriva infracțiunilor homofobe și a discursurilor care incită la ură la nivel european
Infracțiunile și discursurile homofobe și transfobe pedepsite prin lege
Infracțiunile și discursurile homofobe pedepsite prin lege
Nepenalizate sau nerecunoscute

În Uniunea Europeană, articolul 13 din Tratatul CE interzice orice discriminare pe criterii de orientare sexuală, iar Carta Drepturilor Fundamentale a Uniunii Europene este prima cartă internațională privind drepturile omului care include în mod explicit termenul "orientare sexuală".
La 18 ianuarie 2006, Parlamentul European a adoptat cu majoritate de voturi o rezoluție referitoare la homofobie. Aceasta definește homofobia ca fiind "teama irațională și aversiunea fată de homosexualitate și fată de homosexuali, lesbiene, bisexuali și transsexuali, pe baza unor prejudecăți, fiind similară cu rasismul, xenofobia, antisemitismul și sexismul". La 28 noiembrie 2008, Uniunea Europeană a adoptat o decizie-cadru în legătură cu discursul de incitare la ură și crimele bazate pe ură motivate de rasism și xenofobie (JO L 328/2008). Uniunea Europeană trebuie să aibă în vedere adoptarea unei legislații similare care să includă discursul de incitare la ură și infracțiunile bazate pe ură motivate de homofobie și transfobie, astfel încât persoanele LGBT să poată fi protejate în toate statele membre. Pe 25 mai 2012, Parlamentul European a votat încă o rezoluție în care recomandă țărilor din Europa, fie ca fac sau nu parte din Uniunea Europeană, să apere persoanele LGBT de violențe homofobe și de discursul bazat pe ură. "Țările europene care nu sunt încă membre ale UE, între care Rusia, Ucraina și Moldova ar trebui să se asigure că persoanele din categoria LGBT sunt protejate de ura homofobă, de discursul încărcat cu ură și violență, iar partenerii de același sex ar trebui să se bucure de același respect ca restul societății", spune rezoluția înaintată de cele mai importante grupuri politice – EPP, S&D, ALDE, Greens/EFA, GUE/NGL – și adoptată cu 430 de voturi pentru, 105 împotrivă și 59 de abțineri. În rezoluția nelegislativă Parlamentul comunitar condamnă legile și violențele homofobe din diverse țări europene și solicită statelor membre ale UE să ia în considerare facilitarea accesului persoanelor lesbiene, homosexuale, bisexuale și transexuale (LGBT) la uniuni consensuale, parteneriate înregistrare sau căsătorii.

### România
În România, discriminarea pe bază de orientare sexuală este pedepsită prin Legea nr. 48 din 2002. Legea este efectul Ordonanței nr. 137/2000 pentru prevenirea și sancționarea tuturor formelor de discriminare.

## Alte informații
- Suicidul în rândul tinerilor LGBTQIA
- Heterosexismul